# Kumaragupta I
Kumaragupta I (scrierea Gupta: Ku-ma-ra-gu-pta, anii domniei 415–455 d.Hr.) a fost un împărat al Imperiului Gupta din India antică. Era fiul împăratului Chandragupta al II-lea și al împărătesei Dhruvadevi. El pare să fi menținut controlul asupra teritoriului moștenit, care se întindea din Gujarat la vest până în regiunea Bengal la est.
Kumaragupta a efectuat un sacrificiu Ashvamedha⁠(d), care era de obicei săvârșit pentru a dovedi suveranitatea imperială, deși nu sunt disponibile informații concrete privind realizările sale militare. Pe baza dovezilor epigrafice și numismatice, unii istorici moderni au teoretizat că s-ar putea să fi supus dinastiile Aulikara din centrul Indiei și Traikutaka din vestul țării. Universitatea Nalanda mahavihara a fost posibil construită în timpul domniei sale.

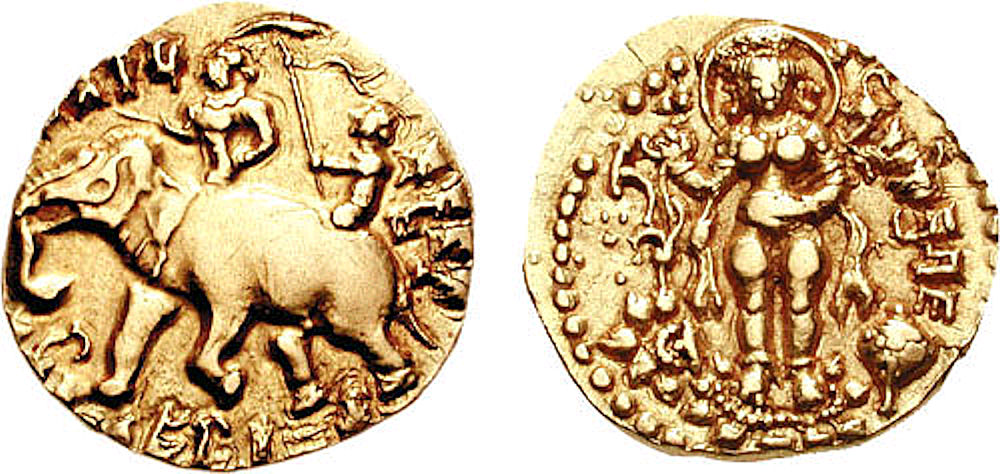
Moneda de tipul „călăreț pe elefant” a lui Kumaragupta. Legendă pe avers: „Kumaragupta, care și-a distrus dușmanii și și-a protejat regii vasali, este învingător asupra dușmanilor săi”.

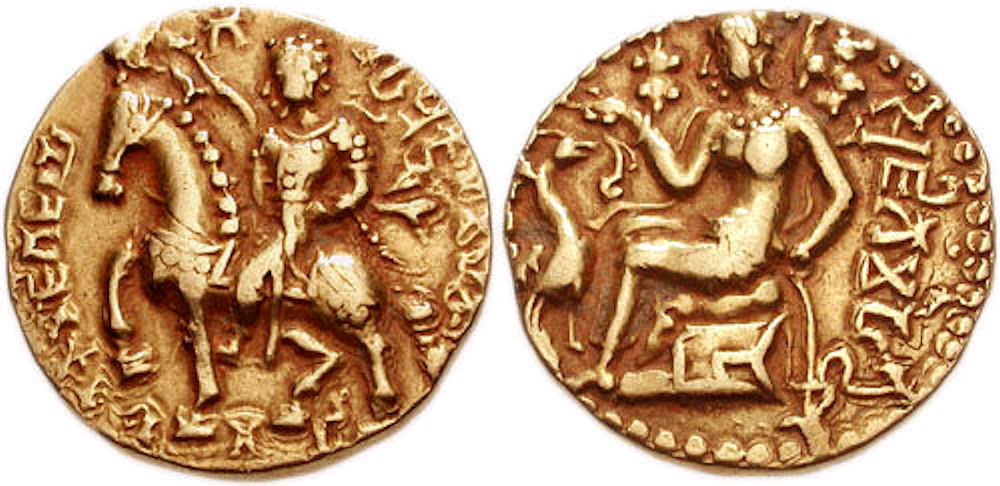
Monedă de tipul "călăreț" a lui Kumaragupta. Circa 415-455 d.Hr.

Inscripția de pe stâlpul Bhitari afirmă că succesorul său, Skandagupta, a restabilit puterea scăzută a familiei Gupta, ceea ce a condus la presupuneri că în ultimii săi ani, Kumaragupta a suferit eșecuri, posibil împotriva Pushyamitra sau Huna. Cu toate acestea, aceasta nu se poate afirma cu certitudine, iar situația descrisă în inscripția Bhitari ar fi putut fi rezultatul unor evenimente care au avut loc după moartea sa.